# Gridley (Kansas)
Gridley és una població dels Estats Units a l'estat de Kansas. Segons el cens del 2000 tenia 372 habitants.

## Demografia
Segons el cens del 2000, Gridley tenia 372 habitants, 158 habitatges, i 106 famílies. La densitat de població era de 388,2 habitants/km².
Dels 158 habitatges en un 26,6% hi vivien nens de menys de 18 anys, en un 58,9% hi vivien parelles casades, en un 5,1% dones solteres, i en un 32,3% no eren unitats familiars. En el 26,6% dels habitatges hi vivien persones soles el 18,4% de les quals corresponia a persones de 65 anys o més que vivien soles. El nombre mitjà de persones vivint en cada habitatge era de 2,35 i el nombre mitjà de persones que vivien en cada família era de 2,86.
Per edats la població es repartia de la següent manera: un 26,1% tenia menys de 18 anys, un 5,4% entre 18 i 24, un 22,6% entre 25 i 44, un 21,8% de 45 a 60 i un 24,2% 65 anys o més.
L'edat mediana era de 42 anys. Per cada 100 dones de 18 o més anys hi havia 92,3 homes.
La renda mediana per habitatge era de 26.346 $ i la renda mediana per família de 40.313 $. Els homes tenien una renda mediana de 25.694 $ mentre que les dones 19.375 $. La renda per capita de la població era de 18.805 $. Entorn del 7,9% de les famílies i el 10,7% de la població estaven per davall del llindar de pobresa.

## Poblacions més properes
El següent diagrama mostra les poblacions més properes.